# The Blind Boys of Alabama
The Blind Boys of Alabama, ook aangekondigd als The Five Blind Boys of Alabama en Clarence Fountain and the Blind Boys of Alabama is een Amerikaanse gospelgroep. De groep werd geformeerd in 1939 in Talladega, Alabama en heeft in de loop van de geschiedenis met een wisselend aantal muzikanten gewerkt, van wie de meerderheid slechtziend is of was.
The Blind Boys vonden mainstream succes na hun verschijning in de Obie Award-winnende musical The Gospel at Colonus uit 1983. Sindsdien heeft de groep internationaal getoerd en heeft ze opgetreden en opgenomen met artiesten als Prince, Lou Reed, Peter Gabriel, Bonnie Raitt, Ben Harper, Bon Iver en Amadou & Mariam. De cover van het nummer Way Down in the Hole van Tom Waits werd in 2002 gebruikt als themalied voor het eerste seizoen van de HBO-serie The Wire.
The Blind Boys hebben vijf Grammy Awards gewonnen en in 2009 een Grammy Lifetime Achievement Award ontvangen. Ze werden in 1994 begiftigd met een National Heritage Fellowship van de National Endowment for the Arts. Ze werden opgenomen in de Gospel Music Hall of Fame in 2003 en in 2010 in de Alabama Music Hall of Fame. De groep werd ook uitgenodigd in het Witte Huis tijdens de regeringen van Bill Clinton, George W. Bush en Barack Obama.

## Geschiedenis

### Jaren 1930 en 1940
The Blind Boys of Alabama zongen in 1939 voor het eerst samen als onderdeel van het schoolkoor van het Alabama Institute for the Negro Deaf and Blind in Talladega. De stichtende leden waren Clarence Fountain (1929-2018), George Scott (1929-2005), Velma Bozman Traylor (1923-1947), Johnny Fields (1927-2009), Olice Thomas (geb. 1926, † onbekend) en het enige ziende lid JT Hutton (1924-2012.)
Vroege invloeden van The Blind Boys zijn onder meer The Golden Gate Quartet, The Soul Stirrers en The Heavenly Gospel Singers. Terwijl de jongens geen zwarte gospelmuziek mochten zingen op hun school (die werd gerund door een geheel blanke faculteit), konden ze het op de radio horen.
De vroegste versie van de groep stond bekend als The Happy Land Jubilee Singers en hun eerste optredens waren voor soldaten uit de Tweede Wereldoorlog in nabijgelegen kampementen, waar de jongens zongen voor zakgeld. Het eerste professionele optreden van de groep was op 10 juni 1944 tijdens een uitzending van radiostation WSGN (momenteel WAGG) in Birmingham. Het jaar daarop stopten de leden met school en begonnen ze het evangeliecircuit te verkennen. In 1947 overleed zanger Traylor bij een vuurwapenongeval.
In 1948 boekte een promotor van Newark de Happy Land Jubilee Singers samen met een gospelact uit Mississippi, bekend als de Jackson Harmoneers, waarvan de leden ook visueel gehandicapt waren, en kondigde het programma aan als de Battle of the Blind Boys. De twee acts veranderden al snel hun namen in de Five Blind Boys of Alabama en de Five Blind Boys of Mississippi en toerden vaak samen. Het vroege geluid van The Blind Boys werd ook beïnvloed door de Five Blind Boys of Mississippi die zongen in de harde gospel-stijl die toen populair werd. Harde gospel ging vaak gepaard met een krijsende en schreeuwende zangstijl en tijdens optredens zouden sommige toeschouwers zo opgewonden raken dat sommigen naar het ziekenhuis moesten worden gestuurd.
The Blind Boys maakten ook hun eerste opnamen in 1948 bij het Coleman-label en hun eerste nationale hit was I Can See Everybody's Mother But Mine, uitgebracht in 1949. Hun succes leidde tot een reeks opnamen bij verschillende platenlabels.
Dominee Paul Exkano van de King Solomon Baptist Church in New Orleans voegde zich bij de groep kort nadat ze hun naam veranderden in Five Blind Boys of Alabama en was aanwezig tijdens de eerste opnamen van de groep in 1948 en 1949, maar hij verliet de groep na twee jaar en werd vervangen door Percell Perkins van de Five Blind Boys of Mississippi, die later werd vervangen door Joe Watson.

### Jaren 1950
Tijdens de jaren 1950 was zwarte gospelmuziek populair en The Blind Boys waren een van de bekendere groepen. Artiesten uit de pop- en rockgenres begonnen aspecten van zwarte gospelmuziek in hun arrangementen op te nemen en zwarte gospelartiesten zoals Ray Charles en Sam Cooke begonnen over te stappen op pop- en rockmuziek. De manager van Ray Charles bood The Blind Boys een grote tourneedeal aan als ze zouden overstappen op andere genres, maar de groep besloot vast te houden aan hun gospelroots. Ze tekenden in 1953 bij Specialty Records, maar vertrokken vijf jaar later, nadat ze opnieuw onder druk waren gezet om wereldlijke muziek te zingen.
Terwijl The Blind Boys in de jaren 1950 platen verkochten, verdienden ze niet veel geld. In een interview met het tijdschrift Ebony in 2003 verklaarde Fountain dat ze contracten ondertekenden, waarvan misbruik werd gemaakt en dat ze elk $ 50 per albumkant kregen terwijl de rest naar de platenmaatschappij ging. In 1953 verdiende elk lid $ 100 per kant en volgens Fountain was dat goed geld in die tijd.

### Jaren 1960 en 1970
In de jaren 1960 nam de populariteit van traditionele gospelmuziek af en kreeg soulmuziek de voorkeur als een nieuw type seculiere zwarte muziek. Tegelijkertijd begonnen rhythm-and-blues- en rockmuzikanten traditionele gospelgeluiden in hun muziek op te nemen. De term soul werd oorspronkelijk gebruikt door gospelmuzikanten in de jaren 1950 om de spirituele aard van hun muziek te identificeren. Tegen het einde van de jaren 1960 werd de term vaker gebruikt om alle populaire muziek van Afro-Amerikanen te beschrijven.
In de jaren 1960 traden The Blind Boys op bij benefietconcerten voor Martin Luther King jr. en de burgerrechtenbeweging. Ze bleven ook weerstand bieden aan aanbiedingen om meer wereldlijke muziek te zingen.
In 1969 verliet Fountain de groep om een solocarrière na te streven. Noch The Blind Boys, noch Fountain hadden tot in de jaren 1970 veel succes. In 1972 voegde gitarist Samuel Butler jr. (zoon van de gitarist van de Five Blind Boys of Mississippi) zich bij de groep en Fountain keerde in 1977 terug.

### Jaren 1980 en 1990
Tijdens hun eerste 40 jaar hadden The Blind Boys voornamelijk gespeeld voor zwart gospelpubliek, voornamelijk in kerken en schoolzalen. In de jaren 1980 zou de groep aan een breder publiek worden voorgesteld.
In de vroege jaren 1980 had zanger Clarence Fountain de rol als frontman van de groep op zich genomen. Het was ook in deze tijd dat de groep werd vergezeld door zanger Jimmy Carter, wiens eerste opname I'm a Soldier in the Army of the Lord met de groep was in 1982. Carter zong met de Dixieland Blind Boys, evenals de Five Blind Boys of Mississippi, voorafgaand aan zijn werk met The Blind Boys of Alabama. Carter was een student van het Alabama Institute for the Negro Blind toen de groep oorspronkelijk werd geformeerd, maar was te jong om zich bij de groep aan te sluiten toen ze begonnen te toeren.
In 1983 werd de groep (aangekondigd als Clarence Fountain en The Five Blind Boys of Alabama) uitgebracht in de theatrale productie The Gospel at Colonus, een Afro-Amerikaanse muzikale versie van de tragedie Oedipus te Colonus van Sophocles. In het stuk speelden The Blind Boys gezamenlijk de rol van de verblinde Oedipus. De bezetting omvatte ook Morgan Freeman en leden van The Soul Stirrers. The Gospel at Colonus won in 1984 een Obie voor «Beste Musical» en de productie verhuisde in 1988 naar Broadway. Het succes van het stuk leidde tot de blootstelling van The Blind Boys aan een breder mainstream publiek en betekende een keerpunt voor de groep.
In 1990 werd zanger en percussionist Ricky McKinnie door Fountain uitgenodigd om zich bij The Blind Boys aan te sluiten. McKinnie had The Blind Boys ontmoet toen hij ongeveer vijf jaar oud was. McKinnie's moeder Sarah McKinnie Shivers was een zangeres die vaak het pad kruiste met The Blind Boys terwijl ze op tournee was. McKinnie verloor zijn gezichtsvermogen als gevolg van glaucoom op 23-jarige leeftijd, maar speelde al meer dan een decennium daarvoor drums.
The Blind Boys brachten in 1992 Deep River uit, dat werd genomineerd voor «Best Traditional Soul Gospel Album» tijdens de 36e jaarlijkse Grammy Awards. Het album werd geproduceerd door Booker T. Jones en bevatte een versie van I Believe In You van Bob Dylan. In 1993 verschenen ze ook als muzikale gasten bij Late Night with Conan O'Brien.
In 1994 kende de National Endowment for the Arts een National Heritage Fellowship toe aan Clarence Fountain en de Five Blind Boys of Alabama. De prijs werd uitgereikt aan The Blind Boys door First Lady Hillary Clinton.
In 1995 werden The Blind Boys de eerste artiesten die een contract tekenden bij het nieuwe gospellabel House of Blues, waarvoor ze hun eerste livealbum I Brought Him with Me opnamen. Het album bevatte ook optredens van de blueszangers Koko Taylor en Solomon Burke. In december 1996 verscheen de groep in de kerstaflevering Gift Wrapped van de tv-serie Beverly Hills, 90210. The Blind Boys bleven experimenteren met hedendaagse populaire muziek op hun publicatie Holding On uit 1997, die ook werd uitgebracht bij het label House of Blues. Het album bevatte elementen van funk en reggae.

### Jaren 2000
The Blind Boys of Alabama genoten nog meer bekendheid en succes in de jaren 2000 en 2010, inclusief samenwerkingen met veel spraakmakende muziekartiesten. Hun liedjes waren te horen op soundtracks van televisieseries, zoals Boston Public, Lost en Criminal Minds, maar ook in films als Madea Goes to Jail, Alpha en Omega en Hop. The Blind Boys waren ook te zien in de film The Fighting Temptations en waren te zien in televisieseries als 60 Minutes II en The Colbert Report, evenals in meerdere afleveringen van The Tonight Show with Jay Leno en Late Night with David Letterman. Ze werden ook uitgenodigd om op te treden in het Witte Huis in zowel 2002 tijdens het presidentschap van George W. Bush voor een viering van gospelmuziek, als in 2010 tijdens het presidentschap van Barack Obama voor een viering van muziek van de burgerrechtenbeweging.
In 2001 brachten The Blind Boys Spirit of the Century uit bij Real World Records van Peter Gabriel. Het album won de prijs voor «Best Traditional Soul Gospel Album» tijdens de 44e jaarlijkse Grammy Awards. Het album bevat een versie van I Just Want to See His Face van The Rolling Stones en een versie van het nummer Amazing Grace, gearrangeerd op de melodie van The House of the Rising Sun.
In 2002 brachten ze het album Higher Ground uit, dat traditionele gospelteksten combineert met de muziek van andere artiesten. De titelsong is een vertolking van de Stevie Wonder-hit, maar sommige teksten zijn veranderd om er een gospelnummer van te maken. Andere nummers op het album zijn onder meer People Get Ready van Curtis Mayfield, Spirit in the Dark van Aretha Franklin, The Cross van Prince en You and Your Folks, Me and My Folks van Funkadelic. Het album won nog een Grammy Award voor «Best Traditional Soul Gospel Album» en won ook een GMA Dove Award voor «Traditional Gospel Album of the Year». The Blind Boys traden in 2002 ook op op de trappen van de Library of Congress.
In 2003 brachten The Blind Boys Go Tell It on the Mountain uit. Het album bevat vertolkingen van voornamelijk kerstgerelateerde gospelsongs en bevat de gastartiesten Solomon Burke, Tom Waits, Michael Franti, Chrissie Hynde, Richard Thompson, Aaron Neville, Mavis Staples, Shelby Lynne, George Clinton, Robert Randolph, Meshell Ndegeocello en Les McCann. Het album won vervolgens de Grammy voor «Best Traditional Soul Gospel Album».
The Blind Boys traden twee keer live op met Lou Reed: in 2004 traden ze samen op tijdens een privéconcert op de vloer van de Algemene Vergadering van de VN voor het Landmine Survivors Network en in 2010 verschenen ze bij Late Night with David Letterman en voerden ze Jesus uit, een nummer dat oorspronkelijk werd uitgebracht door The Velvet Underground op hun gelijknamige album.
The Blind Boys werkten ook verschillende keren samen met Ben Harper: Harper speelde gitaar op de albums Higher Ground en Spirit of the Century van The Blind Boys. The Blind Boys werkten opnieuw samen met Harper op zijn album There Will Be a Light uit 2004 en toerden dat jaar met hem door heel Europa. Het merendeel van de nummers waren originelen van Harper, maar het album bevatte ook een cover van Well, Well, Well van Bob Dylan en Danny O'Keefe. There Will Be a Light won ook de Grammy voor «Best Traditional Soul Gospel Album». Het jaar daarop brachten Harper and the Blind Boys Live at the Apollo uit, een opname van hun liveoptreden in het Apollo Theater in oktober 2004.
The Blind Boys brachten in 2005 ook het album Atom Bomb uit, dat covers bevat van nummers als Demons van Fatboy Slim en Macy Gray (een nummer met een gastoptreden van rapper Gift of Gab), Presence of the Lord van Blind Faith met soulmuzikant Billy Preston en een cover van Spirit in the Sky van Norman Greenbaum, met David Hidalgo van Los Lobos en bluesmuzikant Charlie Musselwhite. Het album werd bekroond met de prijs voor «Traditional Gospel Album of the Year» tijdens de 37e GMA Dove Awards.
Op 9 maart 2005 overleed zanger George Scott op 75-jarige leeftijd aan complicaties door diabetes en een hartaandoening. In 2006 werd zanger Ben Moore door Carter uitgenodigd om zich bij de groep aan te sluiten. Moore had eerder opgetreden onder de naam Bobby Purify als onderdeel van het r&b-duo James & Bobby Purify en bleef de naam als soloartiest gebruiken nadat het duo in de jaren 1980 uit elkaar ging. In 2007 stopte Fountain met toeren met de groep vanwege complicaties door diabetes.
In 2008 brachten The Blind Boys het album Down in New Orleans uit. Het album werd opgenomen in New Orleans, wat een primeur was voor de groep, en bevat nummers die zijn geschreven door of beroemd zijn gemaakt door muzikanten uit New Orleans, samen met bijgewerkte evangelienormen. Veel nummers bevatten ook gastmuzikanten uit de stad. De nummers bevatten een jazzy versie van het populaire gospelnummer Uncloudy Day, ondersteund door de Preservation Hall Jazz Band, het bluesnummer Make a Better World, geschreven door muzikant Earl King en ondersteund door de Hot 8 Brass Band, evenals een bluesy versie van If I Could Help Somebody van Mahalia Jackson met Allen Toussaint op piano. Het album won ook de GMA Dove Award voor «Traditional Gospel Album of the Year».
In 2009 brachten The Blind Boys hun album Duets uit. Elk nummer bevat een duet tussen The Blind Boys en een andere artiest. Sommige van deze artiesten waren Susan Tedeschi, Bonnie Raitt en John Hammond. Eerder datzelfde jaar werd de groep geëerd met een Lifetime Achievement Award tijdens de 52e jaarlijkse Grammy Awards.

### Jaren 2010
In 2010 werden The Blind Boys opgenomen in de Alabama Music Hall of Fame. In 2011 verscheen de groep in de animatiefilm Hop.
Zanger Billy Bowers verliet de groep in 2011 toen hij gewond raakte en een rugoperatie moest ondergaan. De rol van Bowers als zanger werd ingevuld door Ricky McKinnie, die ook jarenlang de percussionist van de groep was. Bowers overleed op 2 juli 2013 op 71-jarige leeftijd aan hartfalen in Montgomery, Alabama.
In 2013 brachten de Blind Boys I'll Find a Way uit, geproduceerd door Justin Vernon van Bon Iver. Het album bevat ook gastoptredens van Sam Amidon en Merrill Garbus van Tune-Yards. Het jaar daarop brachten de Blind Boys Talkin' Christmas! uit in samenwerking met bluesmuzikant Taj Mahal.
In 2016 droegen The Blind Boys bij aan God Don't Never Change: The Songs of Blind Willie Johnson, een eerbetoonalbum opgenomen ter ere van gospelmuzikant Blind Willie Johnson. The Blind Boys voerden het nummer Mother's Children Have a Hard Time uit, een optreden dat werd genomineerd voor «Best American Roots Performance» tijdens de 60e jaarlijkse Grammy Awards. Het album werd ook genomineerd in de categorie «Best Roots Gospel Album».
In 2017 brachten The Blind Boys het album Almost Home uit bij BBOA Records in samenwerking met Amazon Music. Fountain voegde zich ook weer bij de groep voor de opname van het album. De nummers op het album zijn geschreven voor The Blind Boys door schrijvers als Marc Cohn, Phil Cook, John Leventhal en Valerie June. Manager Charles Driebe van The Blind Boys nam interviews op met de leden van de groep en deelde ze vervolgens met de songwriters die liedjes schreven die de persoonlijke verhalen van The Blind Boys weerspiegelden. Het nummer Let My Mother Live van het album werd genomineerd voor «Best American Roots Performance» tijdens de 60e jaarlijkse Grammy Awards. Op 28 augustus 2020 bracht Single Lock Records het album Almost Home van The Blind Boys uit op alle platforms, inclusief het bonusnummer See By Faith, een niet eerder uitgebracht nummer van Bob Dylan.
Op 3 juni 2018 overleed Clarence Fountain op 88-jarige leeftijd aan complicaties van diabetes in Baton Rouge, Louisiana. Zijn laatste optreden met The Blind Boys of Alabama was op 16 mei 2018 in het Manship Theatre aldaar.
In september 2018 vond de publicatie plaats van het Muscle Shoals tributealbum Small Town, Big Sound. The Blind Boys speelden samen met bluesmuzikant Mike Farris een cover van het nummer Respect Yourself. Het album bevat ook covers van artiesten als Steven Tyler, Willie Nelson, Grace Potter, Chris Stapleton en Kid Rock.
In januari 2019 traden de Blind Boys op met Marc Cohn in het Katharine Hepburn Cultural Arts Center. Het optreden werd dat voorjaar uitgezonden in de PBS-livemuziekserie The Kate.
In de zomer van 2019 toerden The Blind Boys door Europa met het blinde Afro-popduo Amadou & Mariam. Net als The Blind Boys ontmoette het man-en-vrouw-duo elkaar in 1975 in het Bamako Institute for the Blind in Mali. Tijdens de tournee zouden de twee groepen vocalisten vocale begeleiding bieden bij uitvoeringen van de nummers van elke groep. Ze zouden ook oorspronkelijk materiaal uitvoeren dat ze samen hadden gemaakt, zoals de nummers Bamako to Birmingham en Two Cultures, One Beat.
In augustus van datzelfde jaar brachten de Blind Boys het gezamenlijk album Work To Do uit met Marc Cohn. Het album bevat Cohn en The Blind Boys die nieuw en ouder materiaal van Cohn uitvoeren naast vertolkingen van traditionele gospelsongs. Zeven van de nummers zijn opnamen van hun optreden in The Kate eerder datzelfde jaar, waaronder de hit Walking in Memphis van Cohn, evenals The Blind Boys-versie van Amazing Grace op de melodie van The House of the Rising Sun. Op 15 oktober 2019 verscheen de groep in Today om het titelnummer samen met Marc Cohn uit te voeren.
In een uiteenzetting van 2019 meldde The New York Times Magazine dat The Blind Boys of Alabama tot de honderden artiesten behoorden wier materiaal werd vernietigd tijdens de brand in de Universal Studios in 2008.
Muziekblog UDiscoverMusic noemde Blind Boys de langst bestaande muziekgroep, omdat ze nog steeds toeren en muziek schrijven / opnemen na hun formatie in 1939. In 2019 selecteerde Jason Isbell The Blind Boys om zich bij hem te voegen voor zijn residentie in oktober in het Ryman Auditorium. Kort daarna waren ze te zien met de Ierse tv-presentator Hector Ó hEochagáin voor zijn show Hector USA. De Christmas Tour 2019 van The Blind Boys verdiende de lof van The New Yorker.

### Jaren 2020
In maart 2020 toerde de groep door Australië en Nieuw-Zeeland en trad op op de festivals Womadelaide en Womad NZ. In mei 2020 nam Woodstock-legende Wavy Gravy The Blind Boys op in zijn virtuele muziekfestival om zijn 84ste verjaardag te vieren.
Om 2021 te beginnen, speelden de Blind Boys If I Had a Hammer in hun serie Positive Vibes Only bij de Recording Academy. Later dat jaar werkten The Blind Boys samen met Béla Fleck om een nieuwe versie van I Wish I Knew How It Would Feel to Be Free uit te brengen voor Record Store Day. Het nummer werd vervolgens genomineerd voor een Grammy Award in de categorie «Best American Roots Performance».

## Prijzen en nominaties
| Jaar | Genomineerd werk                                                                                            | Categorie                                    | Award         | Resultaat |
| ---- | --- | -------------------------------------------- | ------------- | --------- |
| 1994 | Deep River                                                                                                  | Best Traditional Soul Gospel Album           | Grammy Awards | Nominatie |
| 2002 | Spirit of the Century                                                                                       | Best Traditional Soul Gospel Album           | Grammy Awards | Winst     |
| 2003 | Higher Ground                                                                                               | Best Traditional Soul Gospel Album           | Grammy Awards | Winst     |
| 2003 | Higher Ground                                                                                               | Traditional Gospel Album of the Year         | Dove Award    | Winst     |
| 2004 | Go Tell It on the Mountain                                                                                  | Best Traditional Soul Gospel Album           | Grammy Awards | Winst     |
| 2005 | There Will Be a Light                                                                                       | Best Traditional Soul Gospel Album           | Grammy Awards | Winst     |
| 2006 | Atom Bomb                                                                                                   | Traditional Gospel Album of the Year         | Dove Award    | Winst     |
| 2009 | Down in New Orleans                                                                                         | Traditional Gospel Album of the Year         | Dove Award    | Winst     |
| 2009 | Free At Last                                                                                                | Traditional Gospel Recorded Song of the Year | Dove Award    | Winst     |
| 2009 | Down in New Orleans                                                                                         | Best Traditional Gospel Album                | Grammy Awards | Winst     |
| 2009 | | Lifetime Achievement Award                   | Grammy Awards | Winst     |
| 2016 | God Don't Never Change: The Songs of Blind Willie Johnson                                                   | Best Roots Gospel Album                      | Grammy Awards | Nominatie |
| 2016 | Mother's Children Have a Hard Time, van het album God Don't Never Change: The Songs of Blind Willie Johnson | Best American Roots Performance              | Grammy Awards | Nominatie |
| 2017 | Let My Mother Live, van hun album Almost Home                                                               | Best American Roots Performance              | Grammy Awards | Nominatie |
| 2021 | I Wish I Knew How It Would Feel to Be Free, met Béla Fleck                                                  | Best American Roots Performance              | Grammy Awards | Nominatie |

## Andere onderscheidingen
| Jaar | Onderscheiding                          | Presentator                                                      |
| ---- | --------------------------------------- | ---------------------------------------------------------------- |
| 1994 | National Heritage Fellowship            | National Endowment for the Arts                                  |
| 2003 | Hall of fame inductees                  | Gospel Music Hall of Fame                                        |
| 2005 | Helen Keller Personal Achievement Award | American Foundation for the Blind                                |
| 2005 | First Niarchos Prize for Survivorship   | Queen Noor of Jordan on behalf of the Landmine Survivors Network |
| 2010 | Hall of fame inductees                  | Alabama Music Hall of Fame                                       |

## Bezetting

### Huidige leden
| Naam                     | Jaren actief | Instrumenten     |
| ------------------------ | ------------ | ---------------- |
| Jimmy Carter (c. 1932)   | 1982–heden   | Zang             |
| Ricky McKinnie (c. 1952) | 1990–heden   | Zang, percussie  |
| Ben Moore (c. 1942)      | 2006–heden   | Zang             |
| Joey Williams            | ?–heden      | Zang, leadgitaar |
| Paul Beasley             | ?–heden      | Zang             |
| Peter Levin              | ?–heden      | Orgel            |
| Stephen Raynard Ladson   | ?–heden      | Bas              |

## Oprichters
| Naam                                               | Jaren actief         | Instrumenten | Opmerkingen                           |
| -------------------------------------------------- | -------------------- | ------------ | ------------------------------------- |
| Clarence Fountain (28 november 1929–3 juni 3 2018) | 1939–2007, 2017–2018 | Zang         |                                       |
| George Scott (1929–2005)                           | 1939–2005            | Zang         |                                       |
| Vel Bozman Traylor (1923–1947)                     | 1939–1947            | Zang         |                                       |
| Johnny Fields (1927–2009)                          | 1939–?               | Zang         |                                       |
| Olice Thomas (geb. 1926, overleden)                | 1939–?               | Zang         | Datum van overlijden onbekend.        |
| J. T. Hutton (1924–27 juli 2012)                   | 1939–?               | Zang         | Het enige ziende oorspronkelijke lid. |

## Voormalige leden
| Naam                                    | Jaren acief | Instrumenten                                      | Opmerkingen                            |
| --------------------------------------- | ----------- | ------------------------------------------------- | -------------------------------------- |
| Bishop Billy Bowers (1942- 2 juli 2013) | 1968–2011   | Zang                                              |                                        |
| Caleb 'Bobby' Butler                    | 1979–2008   | Zang, bas                                         | Geen relatie met Samuel Butler jr.     |
| Samuel Butler jr.                       | 1972–1994   | Zang, ritmegitaar, songwriter, arrangeur, manager | Geen familie van Caleb 'Bobby' Butler. |
| Roscoe Robinson                         |             | Zang                                              |                                        |
| Charles Porter                          |             | Zang                                              |                                        |
| Dwight Fields (overleden)               |             | Zang                                              |                                        |

## Discografie
- 1949: I Can See Everybody's Mother But Mine – Coleman Records
- 1950: Sweet Honey in the Rocks – Palda Records
- 1950: Livin' On Mother's Prayers – Palda Records
- 1950: Come Over Here The Table Spread – Palda Records
- 1953: The Sermon
- 1953: When I Lost My Mother – Specialty Records
- 1954: Marching Up To Zion – Specialty Records
- 1954: Oh Lord, Stand By Me – Specialty Records
- 1958: My Mother's Train – Vee-Jay Records
- 1959: God is On the Throne – Savoy Records
- 1959: The Original Blind Boys – Savoy Records
- 1963: (1957) You'll Never Walk Alone – HOB Records
- 1963: Old Time Religion – HOB Records
- 1963: True Convictions – HOB Records
- 1965: Can I Get a Witness? – HOB Records
- 1967: Church Concert in New Orleans (Live) – HOB Records
- 1969: Fix it Jesus Like You Said You Would – Keen Records
- 1969: Jesus Will Be Waiting
- 1970: In the Gospel Light
- 1970: The Five Blind Boys From Alabama
- 1970: The Soul of Clarence Fountain
- 1973: Best of Five Blind Boys of Alabama
- 1974: Precious Memories
- 1978: The Soldier Album – PIR Records

- 1981: Faith Moves Mountains – Messiah Records
- 1982: I'm a Soldier in the Army of the Lord
- 1987: In the Hands of the Lord
- 1989: I'm a Changed Man – Wajji Records
- 1989: The Five Blind Boys of Alabama
- 1990: Brand New – Wajji Records
- 1990: I'm Not That Way Anymore – Atlanta International Records
- 1991: I am a Soldier
- 1991: Oh Lord, Stand By Me / Marching Up to Zion
- 1991: The Best of the Five Blind Boys
- 1992: Deep River – Elektra Records/Nonesuch Records
- 1993: Bridge Over Troubled Waters
- 1994: Alive in Person
- 1994: Blessed Assurance
- 1994: Don't Forget To Pray
- 1994: In the Gospel Light
- 1994: Soul Gospel
- 1994: Swing Low, Sweet Chariot
- 1995: 1948–51
- 1995: I Brought Him With Me – House of Blues Music Company
- 1996: All Things Are Possible
- 1996: Golden Moments in Gospel
- 1997: Holdin' On – House of Blues Music Company
- 1998: Have Faith: The Very Best of the Five Blind Boys of Alabama

- 1999: Best of Clarence Fountain and the Five Blind Boys of Alabama
- 1999: Hallelujah: A Collection of Their Finest
- 2000: My Lord What a Morning
- 2001: Spirit of the Century – Real World Records
- 2001: You'll Never Walk Alone / True Convictions (heruitgave)
- 2002: Higher Ground – Real World Records
- 2003: Amazing Grace
- 2003: Go Tell It on the Mountain – Real World Records
- 2004: There Will Be a Light (met Ben Harper) – Virgin Records
- 2005: Live at the Apollo (met Ben Harper)
- 2005: Atom Bomb – Real World Records
- 2006: Just a Closer Walk with Thee, een compilatie van werk variërend van de jaren 1963–1965
- 2008: Down in New Orleans – Time Life – Grammy Award winnaar
- 2009: Enlightenment – The Great American Music Co. (2 cd's)
- 2009: Duets (compilatie van samenwerkingen met andere artiesten) – Saguaro Road Records
- 2010: Faith Moves Mountains (reissue)
- 2011: Take the High Road – Saguaro Road Records
- 2013: I'll Find a Way – Sony Masterworks
- 2014: Talkin' Christmas! (met Taj Mahal) – Sony Masterworks
- 2017: Almost Home – BBOA Records/Single Lock Records
- 2019: Work To Do (met Marc Cohn) – Bertelsmann Music Group|BMG Records
- 2021: I Wish I Knew How It Would Feel To Be Free (met Bela Fleck) - Single Lock Records

### Als aanbevolen of gastartiesten
- 2002: Up door Peter Gabriel op zijn lied Sky Blue
- 2002: Lifted: Songs of the Spirit – Freedom Road
- 2002: WYEP Live and Direct: Volume 4 - On Air Performances – Amazing Grace
- 2002: Don't Give Up on Me door Solomon Burke op zijn lied None of Us Are Free
- 2003: Brother Bear: An Original Walt Disney Records Soundtrack – Welcome met Phil Collins en Oren Waters
- 2005: Redemption Songs – Nothing But The Blood
- 2007: Song of America – Let Us Break Bread Together
- 2014: Songs from a Stolen Spring – Freedom
- 2016: God Don't Never Change: The Songs of Blind Willie Johnson – Mother's Children Have a Hard Time